# Виґода (Острудський повіт)
Виґода (пол. Wygoda, нім. Ruhwalde) — село в Польщі, у гміні Оструда Острудського повіту Вармінсько-Мазурського воєводства.
Населення — 108 осіб (2011).
У 1975-1998 роках село належало до Ольштинського воєводства.

## Демографія
Демографічна структура станом на 31 березня 2011 року:
|          | Загалом | Допрацездатний вік | Працездатний вік | Постпрацездатний вік |
| -------- | ------- | ------------------ | ---------------- | -------------------- |
| Чоловіки | 60      | 16                 | 42               | 2                    |
| Жінки    | 48      | 12                 | 28               | 8                    |
| Разом    | 108     | 28                 | 70               | 10                   |